# Stephen C. Phillips
Stephen Clarendon Phillips (* 4. November 1801 in Salem, Massachusetts; † 26. Juni 1857 auf dem Saint Lawrence River) war ein US-amerikanischer Politiker. Zwischen 1834 und 1838 vertrat er den Bundesstaat Massachusetts im US-Repräsentantenhaus.

## Werdegang
Stephen Phillips studierte bis 1819 an der Harvard University und arbeitete danach in seiner Heimatstadt Salem im Handel. Gleichzeitig begann er eine politische Laufbahn. In den 1820er Jahren schloss er sich der Bewegung gegen den späteren Präsidenten Andrew Jackson an und wurde Mitglied der kurzlebigen National Republican Party sowie später der Whig Party. Ende der 1840er Jahre schloss er sich der Free Soil Party an. Zwischen 1824 und 1829 war er Abgeordneter im Repräsentantenhaus von Massachusetts und im Jahr 1830 gehörte er dem Staatssenat an.
Nach dem Rücktritt des Abgeordneten Rufus Choate wurde Phillips bei der fälligen Nachwahl für den zweiten Sitz von Massachusetts als dessen Nachfolger in das US-Repräsentantenhaus in Washington, D.C. gewählt, wo er am 1. Dezember 1834 sein neues Mandat antrat. Nach zwei Wiederwahlen konnte er bis zu seinem Rücktritt am 28. September 1838 im Kongress verbleiben. Seit dem Amtsantritt von Präsident Jackson im Jahr 1829 wurde innerhalb und außerhalb des Kongresses heftig über dessen Politik diskutiert. Dabei ging es um die umstrittene Durchsetzung des Indian Removal Act, den Konflikt mit dem Staat South Carolina, der in der Nullifikationskrise gipfelte, und die Bankenpolitik des Präsidenten.
Von 1838 bis 1842 war Phillips Bürgermeister von Salem. Danach bewarb er sich zwei Mal erfolglos als Kandidat der Free Soil Party für das Amt des Gouverneurs von Massachusetts. Später ging er nach Kanada, wo er im Holzgeschäft arbeitete. Er starb am 26. Juni 1857 bei einem Schiffsbrand auf dem Dampfer „Montreal“ auf dem Saint Lawrence River und wurde in Salem beigesetzt.